# جاك ك. ويليام
جاك ك. ويليام (بالإنجليزية: Jack K. Hale)‏ هو رياضياتي أمريكي، ولد في 3 أكتوبر 1928 في Carbon Glow, Kentucky ‏ في الولايات المتحدة، وتوفي في 9 ديسمبر 2009 في أتلانتا في الولايات المتحدة.